# Аквапорин-6
AQP6 (англ. Aquaporin 6) – білок, який кодується однойменним геном, розташованим у людей на короткому плечі 12-ї хромосоми. Довжина поліпептидного ланцюга білка становить 282 амінокислот, а молекулярна маса — 29 370.
| 10         |  | 20         |  | 30         |  | 40         |  | 50         |
| ---------- |  | ---------- |  | ---------- |  | ---------- |  | ---------- |
| MDAVEPGGRG |  | WASMLACRLW |  | KAISRALFAE |  | FLATGLYVFF |  | GVGSVMRWPT |
| ALPSVLQIAI |  | TFNLVTAMAV |  | QVTWKASGAH |  | ANPAVTLAFL |  | VGSHISLPRA |
| VAYVAAQLVG |  | ATVGAALLYG |  | VMPGDIRETL |  | GINVVRNSVS |  | TGQAVAVELL |
| LTLQLVLCVF |  | ASTDSRQTSG |  | SPATMIGISV |  | ALGHLIGIHF |  | TGCSMNPARS |
| FGPAIIIGKF |  | TVHWVFWVGP |  | LMGALLASLI |  | YNFVLFPDTK |  | TLAQRLAILT |
| GTVEVGTGAG |  | AGAEPLKKES |  | QPGSGAVEME |  | SV         |  |            |

A: Аланін

C: Цистеїн

D: Аспарагінова кислота

E: Глутамінова кислота

F: Фенілаланін

G: Гліцин

H: Гістидин

I: Ізолейцин

K: Лізин

L: Лейцин

M: Метіонін

N: Аспарагін

P: Пролін

Q: Глутамін

R: Аргінін

S: Серин

T: Треонін

V: Валін

W: Триптофан

Задіяний у такому біологічному процесі, як транспорт. 
Локалізований у мембрані, цитоплазматичних везикулах.